# Clayton Kershaw
Clayton Edward Kershaw (ur. 19 marca 1988) – amerykański baseballista występujący na pozycji miotacza w Los Angeles Dodgers.

## Przebieg kariery
W czerwcu 2006 został wybrany w 1. rundzie draftu z numerem siódmym przez Los Angeles Dodgers i początkowo występował w klubach farmerskich tego zespołu, między innymi w Jacksonville Suns. W Major League Baseball zadebiutował 25 maja 2008 w meczu przeciwko St. Louis Cardinals.
W sezonie 2011 zdobył Potrójną Koronę, zwyciężając w klasyfikacji zwycięstw (21), ERA (2,28) oraz strikeoutów (248). Otrzymał również nagrodę Cy Young Award dla najlepszego miotacza w National League i po raz pierwszy w karierze wystąpił w Meczu Gwiazd. W 2012 po raz drugi z rzędu był najlepszy w lidze w klasyfikacji ERA z wynikiem 2,53, jednocześnie stając się czwartym zawodnikiem od II wojny światowej, który zaliczył takie osiągnięcie po Pedro Martínezie, Gregu Madduksie oraz Sandym Koufaksie.
1 kwietnia 2013 w meczu otwarcia przeciwko San Francisco Giants zdobył pierwszego w karierze home runa. W sezonie 2013 ponownie miał najlepszy wskaźnik ERA w MLB (1,83, jako drugi zawodnik w historii klubu, po Koufaksie, miał wskaźnik ERA poniżej 2,00), zaliczył najwięcej strikeoutów (232) w National League, miał najlepszy w MLB wskaźnik WHIP (0,915) i po raz drugi w karierze otrzymał nagrodę Cy Young Award.
W styczniu 2014 podpisał 7-letni kontrakt wart 215 milionów dolarów i został najlepiej opłacanym miotaczem w historii MLB. 18 czerwca 2014 w meczu z Colorado Rockies, rozegrał 22. w historii klubu, pierwszego w swojej karierze no-hittera, zaliczając 15 strikeoutów. W sezonie 2014 zanotował najwięcej zwycięstw w MLB (21), czwarty raz z rzędu uzyskał najlepszy w MLB wskaźnik ERA (1,77), po raz trzeci otrzymał Cy Young Award i został wybrany najbardziej wartościowym zawodnikiem w National League.
15 maja 2015 w meczu z Colorado Rockies zaliczył 100. zwycięstwo w MLB. 2 czerwca 2017 w spotkaniu z Milwaukee Brewers został trzecim najszybszym zawodnikiem w MLB (po Pedro Martínezie i Randym Johnsonie), który osiągnął pułap 2000 strikeoutów. Dokonał tego narzucając w 1836 zmianach.
2 lipca 2025 w meczu przeciwko Chicago White Sox zanotował 3000. strikeout w swojej karierze i został dwudziestym miotaczem w historii MLB, który dokonał tego osiągnięcia.

## Nagrody i wyróżnienia
| Nagroda/wyróżnienie    | Lata                                                       | Źródło       |
| MVP National League    | 2014                                                       | [ 13 ]       |
| 10× All-Star           | 2011, 2012, 2013, 2014, 2015, 2016, 2017, 2019, 2022, 2023 | [ 1 ]        |
| 2× NL Cy Young Award   | 2011, 2013                                                 | [ 5 ] [ 17 ] |
| Gold Glove Award       | 2011                                                       | [ 18 ]       |
| Triple Crown           | 2011                                                       | [ 19 ]       |
| Roberto Clemente Award | 2012                                                       | [ 20 ]       |